# Europese kampioenschappen beachvolleybal 2013 (mannen)
Het mannentoernooi van de Europese kampioenschappen beachvolleybal 2013 in Klagenfurt vond plaats van 31 juli tot en met 4 augustus. De Spanjaarden Pablo Herrera en Adrián Gavira wonnen de titel door het Letse tweetal Aleksandrs Samoilovs en Jānis Šmēdiņš in de finale in twee sets te verslaan. De wedstrijd om het brons werd gewonnen door het Poolse duo Grzegorz Fijałek en Mariusz Prudel dat in twee sets te sterk was voor Paolo Nicolai en Daniele Lupo uit Italië.

## Groepsfase
|  | Direct naar laatste 16 |
|  | Naar tussenronde       |

### Groep J
| # | Ploeg                | Punten | Wedstrijden | Wedstrijden | Spelpunten | Spelpunten | Spelpunten | Sets | Sets | Sets  |
| # | Ploeg                | Punten | W           | V           | W          | V          | Ratio      | W    | V    | Ratio |
| - | -------------------- | ------ | ----------- | ----------- | ---------- | ---------- | ---------- | ---- | ---- | ----- |
| 1 | Samoilovs / Šmēdiņš  | 5      | 2           | 1           | 131        | 119        | 1,101      | 4    | 3    | 1,333 |
| 2 | Horrem / Eithun      | 5      | 2           | 1           | 131        | 119        | 1,101      | 5    | 2    | 2,500 |
| 3 | Kunert / Petutschnig | 5      | 2           | 1           | 125        | 121        | 1,033      | 4    | 3    | 1,333 |
| 4 | Sorokins / Šmēdiņš   | 3      | 0           | 3           | 111        | 139        | 0,799      | 1    | 6    | 0,167 |

| Datum      |                     | Score |                      | Set 1   | Set 2   | Set 3  |
| ---------- | ------------------- | ----- | -------------------- | ------- | ------- | ------ |
| 31 juli    | Samoilovs / Šmēdiņš | 2 – 1 | Sorokins / Šmēdiņš   | 22 – 20 | 18 – 21 | 15 – 8 |
| 31 juli    | Horrem / Eithun     | 1 – 2 | Kunert / Petutschnig | 16 – 21 | 21 – 19 | 10 –15 |
| 1 augustus | Sorokins / Šmēdiņš  | 0 – 2 | Horrem / Eithun      | 14 – 21 | 16 – 21 |        |
| 1 augustus | Samoilovs / Šmēdiņš | 2 – 0 | Kunert / Petutschnig | 21 – 18 | 21 – 10 |        |
| 2 augustus | Sorokins / Šmēdiņš  | 0 – 2 | Kunert / Petutschnig | 13 – 21 | 19 – 21 |        |
| 2 augustus | Samoilovs / Šmēdiņš | 0 – 2 | Horrem / Eithun      | 19 – 21 | 15 – 21 |        |

### Groep K
| # | Ploeg                 | Punten | Wedstrijden | Wedstrijden | Spelpunten | Spelpunten | Spelpunten | Sets | Sets | Sets  |
| # | Ploeg                 | Punten | W           | V           | W          | V          | Ratio      | W    | V    | Ratio |
| - | --------------------- | ------ | ----------- | ----------- | ---------- | ---------- | ---------- | ---- | ---- | ----- |
| 1 | Flüggen / Walkenhorst | 6      | 3           | 0           | 135        | 110        | 1,227      | 6    | 1    | 6,000 |
| 2 | Brouwer / Meeuwsen    | 5      | 2           | 1           | 144        | 118        | 1,220      | 5    | 3    | 1,667 |
| 3 | Şekerci / Giginoğlu   | 4      | 1           | 2           | 96         | 120        | 0,800      | 2    | 4    | 0,500 |
| 4 | Kufa / Hadrava        | 3      | 0           | 3           | 108        | 135        | 0,800      | 1    | 6    | 0,167 |

| Datum      |                       | Score |                       | Set 1   | Set 2   | Set 3   |
| ---------- | --------------------- | ----- | --------------------- | ------- | ------- | ------- |
| 31 juli    | Brouwer / Meeuwsen    | 2 – 0 | Şekerci / Giginoğlu   | 21 – 10 | 21 – 10 |         |
| 31 juli    | Kufa / Hadrava        | 0 – 2 | Flüggen / Walkenhorst | 10 – 21 | 15 – 21 |         |
| 1 augustus | Kufa / Hadrava        | 0 – 2 | Şekerci / Giginoğlu   | 18 – 21 | 17 – 21 |         |
| 1 augustus | Brouwer / Meeuwsen    | 1 – 2 | Flüggen / Walkenhorst | 21 – 14 | 17 – 21 | 13 – 15 |
| 2 augustus | Flüggen / Walkenhorst | 2 – 0 | Şekerci / Giginoğlu   | 21 – 14 | 22 – 20 |         |
| 2 augustus | Brouwer / Meeuwsen    | 2 – 1 | Kufa / Hadrava        | 21 – 17 | 15 – 21 | 15 – 10 |

### Groep L
| # | Ploeg                 | Punten | Wedstrijden | Wedstrijden | Spelpunten | Spelpunten | Spelpunten | Sets | Sets | Sets  |
| # | Ploeg                 | Punten | W           | V           | W          | V          | Ratio      | W    | V    | Ratio |
| - | --------------------- | ------ | ----------- | ----------- | ---------- | ---------- | ---------- | ---- | ---- | ----- |
| 1 | Nicolai / Lupo        | 6      | 3           | 0           | 86         | 69         | 1,246      | 6    | 0    | MAX   |
| 2 | Kollo / Vesik         | 5      | 2           | 1           | 78         | 78         | 1,000      | 4    | 2    | 2,000 |
| 3 | Chevallier / Kovatsch | 4      | 1           | 2           | 42         | 116        | 0,362      | 2    | 4    | 0,500 |
| 4 | Gabathuler / Weingart | 3      | 0           | 3           | 100        | 126        | 0,794      | 0    | 6    | 0,000 |

| Datum      |                       | Score |                       | Set 1   | Set 2   | Set 3 |
| ---------- | --------------------- | ----- | --------------------- | ------- | ------- | ----- |
| 31 juli    | Nicolai / Lupo        | 2 – 0 | Kollo / Vesik         | 21 – 16 | 22 – 20 |       |
| 31 juli    | Gabathuler / Weingart | 0 – 2 | Chevallier / Kovatsch | 17 – 21 | 15 – 21 |       |
| 1 augustus | Gabathuler / Weingart | 0 – 2 | Kollo / Vesik         | 18 – 21 | 17 – 21 |       |
| 1 augustus | Nicolai / Lupo        | 2 – 0 | Chevallier / Kovatsch | –       | –       |       |
| 2 augustus | Chevallier / Kovatsch | 0 – 2 | Kollo / Vesik         | –       | –       |       |
| 2 augustus | Nicolai / Lupo        | 2 – 0 | Gabathuler / Weingart | 21 – 18 | 21 – 15 |       |

### Groep M
| # | Ploeg               | Punten | Wedstrijden | Wedstrijden | Spelpunten | Spelpunten | Spelpunten | Sets | Sets | Sets  |
| # | Ploeg               | Punten | W           | V           | W          | V          | Ratio      | W    | V    | Ratio |
| - | ------------------- | ------ | ----------- | ----------- | ---------- | ---------- | ---------- | ---- | ---- | ----- |
| 1 | Kantor / Łosiak     | 6      | 3           | 0           | 98         | 96         | 1,021      | 6    | 1    | 6,000 |
| 2 | Nummerdor / Schuil  | 5      | 2           | 1           | 109        | 96         | 1,135      | 5    | 2    | 2,500 |
| 3 | Doppler / Horst     | 4      | 1           | 2           | 57         | 116        | 0,491      | 2    | 4    | 0,500 |
| 4 | Ingrosso / Cecchini | 3      | 0           | 3           | 109        | 133        | 0,820      | 0    | 6    | 0,000 |

| Datum      |                    | Score |                     | Set 1   | Set 2   | Set 3  |
| ---------- | ------------------ | ----- | ------------------- | ------- | ------- | ------ |
| 31 juli    | Kantor / Łosiak    | 2 – 1 | Nummerdor / Schuil  | 12 – 21 | 21 – 16 | 16 –14 |
| 31 juli    | Doppler / Horst    | 2 – 0 | Ingrosso / Cecchini | 21 – 15 | 21 – 17 |        |
| 1 augustus | Kantor / Łosiak    | 2 – 0 | Ingrosso / Cecchini | 24 – 22 | 25 – 23 |        |
| 1 augustus | Doppler / Horst    | 0 – 2 | Nummerdor / Schuil  | –       | –       |        |
| 2 augustus | Nummerdor / Schuil | 2 – 0 | Ingrosso / Cecchini | 21 – 16 | 21 – 16 |        |
| 2 augustus | Doppler / Horst    | 0 – 2 | Kantor / Łosiak     | –       | –       |        |

### Groep N
| # | Ploeg                 | Punten | Wedstrijden | Wedstrijden | Spelpunten | Spelpunten | Spelpunten | Sets | Sets | Sets  |
| # | Ploeg                 | Punten | W           | V           | W          | V          | Ratio      | W    | V    | Ratio |
| - | --------------------- | ------ | ----------- | ----------- | ---------- | ---------- | ---------- | ---- | ---- | ----- |
| 1 | Fijałek / Prudel      | 6      | 3           | 0           | 127        | 90         | 1,411      | 6    | 0    | MAX   |
| 2 | Bogatov / Pastoechov  | 5      | 2           | 1           | 130        | 154        | 0,884      | 4    | 4    | 1,000 |
| 3 | Böckermann / Urbatzka | 4      | 1           | 2           | 134        | 134        | 1,000      | 3    | 4    | 0,750 |
| 4 | Popov / Samodaj       | 3      | 0           | 3           | 124        | 137        | 0,905      | 1    | 6    | 0,167 |

| Datum      |                       | Score |                       | Set 1   | Set 2   | Set 3   |
| ---------- | --------------------- | ----- | --------------------- | ------- | ------- | ------- |
| 31 juli    | Fijałek / Prudel      | 2 – 0 | Bogatov / Pastoechov  | 21 – 14 | 21 – 7  |         |
| 31 juli    | Böckermann / Urbatzka | 2 – 0 | Popov / Samodaj       | 21 – 18 | 21 – 17 |         |
| 1 augustus | Böckermann / Urbatzka | 1 – 2 | Bogatov / Pastoechov  | 17 – 21 | 21 – 12 | 22 – 24 |
| 1 augustus | Fijałek / Prudel      | 2 – 0 | Popov / Samodaj       | 22 – 20 | 21 – 17 |         |
| 2 augustus | Popov / Samodaj       | 1 – 2 | Bogatov / Pastoechov  | 21 – 16 | 18 – 21 | 13 – 15 |
| 2 augustus | Fijałek / Prudel      | 2 – 0 | Böckermann / Urbatzka | 21 – 16 | 21 – 16 |         |

### Groep O
| # | Ploeg                 | Punten | Wedstrijden | Wedstrijden | Spelpunten | Spelpunten | Spelpunten | Sets | Sets | Sets  |
| # | Ploeg                 | Punten | W           | V           | W          | V          | Ratio      | W    | V    | Ratio |
| - | --------------------- | ------ | ----------- | ----------- | ---------- | ---------- | ---------- | ---- | ---- | ----- |
| 1 | Erdmann / Matysik     | 6      | 3           | 0           | 137        | 124        | 1,105      | 6    | 1    | 6,000 |
| 2 | Stiekema / Varenhorst | 4      | 1           | 2           | 130        | 128        | 1,016      | 3    | 4    | 0,750 |
| 3 | Semjonov / Kosjkarjov | 4      | 1           | 2           | 125        | 126        | 0,992      | 3    | 4    | 0,750 |
| 4 | Müllner / Wutzl       | 4      | 1           | 2           | 121        | 135        | 0,896      | 2    | 5    | 0,400 |

| Datum      |                       | Score |                       | Set 1   | Set 2   | Set 3   |
| ---------- | --------------------- | ----- | --------------------- | ------- | ------- | ------- |
| 31 juli    | Erdmann / Matysik     | 2 – 0 | Stiekema / Varenhorst | 21 – 18 | 21 – 19 |         |
| 31 juli    | Semjonov / Kosjkarjov | 2 – 0 | Müllner / Wutzl       | 21 – 13 | 21 – 18 |         |
| 1 augustus | Semjonov / Kosjkarjov | 0 – 2 | Stiekema / Varenhorst | 14 – 21 | 18 – 21 |         |
| 1 augustus | Erdmann / Matysik     | 2 – 0 | Müllner / Wutzl       | 21 – 18 | 21 – 18 |         |
| 2 augustus | Müllner / Wutzl       | 2 – 1 | Stiekema / Varenhorst | 18 – 21 | 21 – 17 | 15 – 13 |
| 2 augustus | Erdmann / Matysik     | 2 – 1 | Semjonov / Kosjkarjov | 21 – 19 | 17 – 21 | 15 – 11 |

### Groep P
| # | Ploeg                  | Punten | Wedstrijden | Wedstrijden | Spelpunten | Spelpunten | Spelpunten | Sets | Sets | Sets  |
| # | Ploeg                  | Punten | W           | V           | W          | V          | Ratio      | W    | V    | Ratio |
| - | ---------------------- | ------ | ----------- | ----------- | ---------- | ---------- | ---------- | ---- | ---- | ----- |
| 1 | Herrera / Gavira       | 6      | 3           | 0           | 126        | 106        | 1,189      | 6    | 0    | MAX   |
| 2 | Dollinger / Windscheif | 5      | 2           | 1           | 120        | 85         | 1,412      | 4    | 2    | 2,000 |
| 3 | Marco / García         | 4      | 1           | 2           | 106        | 124        | 0,855      | 2    | 4    | 0,500 |
| 4 | Spijkers / Van Dorsten | 3      | 0           | 3           | 92         | 129        | 0,713      | 0    | 6    | 0,000 |

| Datum      |                        | Score |                        | Set 1   | Set 2   | Set 3 |
| ---------- | ---------------------- | ----- | ---------------------- | ------- | ------- | ----- |
| 31 juli    | Herrera / Gavira       | 2 – 0 | Marco / García         | 21 – 18 | 21 – 16 |       |
| 31 juli    | Dollinger / Windscheif | 2 – 0 | Spijkers / Van Dorsten | 21 – 8  | 21 – 8  |       |
| 1 augustus | Dollinger / Windscheif | 2 – 0 | Marco / García         | 21 – 12 | 21 – 15 |       |
| 1 augustus | Herrera / Gavira       | 2 – 0 | Spijkers / Van Dorsten | 21 – 18 | 21 – 18 |       |
| 2 augustus | Spijkers / Van Dorsten | 0 – 2 | Marco / García         | 22 – 24 | 18 – 21 |       |
| 2 augustus | Herrera / Gavira       | 2 – 0 | Dollinger / Windscheif | 21 – 18 | 21 – 18 |       |

### Groep Q
| # | Ploeg                    | Punten | Wedstrijden | Wedstrijden | Spelpunten | Spelpunten | Spelpunten | Sets | Sets | Sets  |
| # | Ploeg                    | Punten | W           | V           | W          | V          | Ratio      | W    | V    | Ratio |
| - | ------------------------ | ------ | ----------- | ----------- | ---------- | ---------- | ---------- | ---- | ---- | ----- |
| 1 | Huber / Seidl            | 5      | 2           | 1           | 127        | 110        | 1,155      | 4    | 2    | 2,000 |
| 2 | Gerson / Prawdzic        | 5      | 2           | 1           | 114        | 112        | 1,018      | 4    | 2    | 2,000 |
| 3 | Kądzioła / Szałankiewicz | 4      | 1           | 2           | 113        | 108        | 1,046      | 2    | 4    | 0,500 |
| 4 | Brinkborg / Gunnarsson   | 4      | 1           | 2           | 103        | 127        | 0,811      | 2    | 4    | 0,500 |

| Datum      |                          | Score |                          | Set 1   | Set 2   | Set 3 |
| ---------- | ------------------------ | ----- | ------------------------ | ------- | ------- | ----- |
| 31 juli    | Kądzioła / Szałankiewicz | 0 – 2 | Gerson / Prawdzic        | 19 – 21 | 19 – 21 |       |
| 31 juli    | Huber / Seidl            | 0 – 2 | Brinkborg / Gunnarsson   | 19 – 21 | 24 – 26 |       |
| 1 augustus | Kądzioła / Szałankiewicz | 2 – 0 | Brinkborg / Gunnarsson   | 21 – 9  | 21 – 15 |       |
| 1 augustus | Huber / Seidl            | 2 – 0 | Gerson / Prawdzic        | 21 – 14 | 21 – 16 |       |
| 2 augustus | Gerson / Prawdzic        | 2 – 0 | Brinkborg / Gunnarsson   | 21 – 15 | 21 – 17 |       |
| 2 augustus | Huber / Seidl            | 2 – 0 | Kądzioła / Szałankiewicz | 21 – 14 | 21 – 19 |       |

## Knockoutfase

### Tussenronde
| Datum      | Wedstrijd | Team 1                 | Score | Team 2                   | Set 1   | Set 2   | Set 3   |
| ---------- | --------- | ---------------------- | ----- | ------------------------ | ------- | ------- | ------- |
| 2 augustus | 1         | Stiekema / Varenhorst  | 2 – 1 | Kądzioła / Szałankiewicz | 18 – 21 | 27 – 25 | 15 – 10 |
| 2 augustus | 2         | Horrem / Eithun        | 2 – 0 | Chevallier / Kovatsch    | 24 – 22 | 21 – 15 |         |
| 2 augustus | 3         | Gerson / Prawdzic      | 2 – 0 | Doppler / Horst          | –       | –       |         |
| 2 augustus | 4         | Dollinger / Windscheif | 2 – 0 | Semjonov / Kosjkarjov    | –       | –       |         |
| 2 augustus | 5         | Bogatov / Pastoechov   | 1 – 2 | Şekerci / Giginoğlu      | 14 – 21 | 21 – 19 | 14 – 16 |
| 2 augustus | 6         | Brouwer / Meeuwsen     | 2 – 0 | Böckermann / Urbatzka    | 30 – 28 | 21 – 16 |         |
| 2 augustus | 7         | Nummerdor / Schuil     | 0 – 2 | Kunert / Petutschnig     | 29 – 31 | 13 – 21 |         |
| 2 augustus | 8         | Kollo / Vesik          | 0 – 2 | Marco / García           | 17 – 21 | 16 – 21 |         |

### Eindronde
| Achtste finale | Achtste finale         | Achtste finale | Achtste finale | Achtste finale |  |    | Kwartfinale            | Kwartfinale         | Kwartfinale | Kwartfinale | Kwartfinale |  |  | Halve finale | Halve finale        | Halve finale | Halve finale | Halve finale |  |              | Finale           | Finale              | Finale       | Finale       | Finale |
|                |                        |                |                |                |  |    |                        |                     |             |             |             |  |  |              |                     |              |              |              |  |              |                  |                     |              |              |        |
| 1              | Samoilovs / Šmēdiņš    | 28             | 21             |                |  |    |                        |                     |             |             |             |  |  |              |                     |              |              |              |  |              |                  |                     |              |              |        |
| 27             | Stiekema / Varenhorst  | 26             | 14             |                |  |    | 1                      | Samoilovs / Šmēdiņš | 21          | 21          |             |  |  |              |                     |              |              |              |  |              |                  |                     |              |              |        |
| 17             | Horrem / Eithun        | 19             | 22             | 18             |  | 17 | Horrem / Eithun        | 15                  | 13          |             |             |  |  |              |                     |              |              |              |  |              |                  |                     |              |              |        |
| 8              | Huber / Seidl          | 21             | 20             | 16             |  |    |                        |                     |             |             |             |  |  | 1            | Samoilovs / Šmēdiņš | 15           | 21           | 15           |  |              |                  |                     |              |              |        |
| 5              | Fijałek / Prudel       | 21             | 21             | 15             |  |    |                        |                     |             |             |             |  |  | 5            | Fijałek / Prudel    | 21           | 13           | 8            |  |              |                  |                     |              |              |        |
| 24             | Gerson / Prawdzic      | 15             | 23             | 13             |  |    | 5                      | Fijałek / Prudel    | 18          | 22          | 15          |  |  |              |                     |              |              |              |  |              |                  |                     |              |              |        |
| 10             | Dollinger / Windscheif | 21             | 21             |                |  | 10 | Dollinger / Windscheif | 21                  | 20          | 10          |             |  |  |              |                     |              |              |              |  |              |                  |                     |              |              |        |
| 13             | Kantor / Łosiak        | 19             | 19             |                |  |    |                        |                     |             |             |             |  |  |              |                     |              |              |              |  |              | 1                | Samoilovs / Šmēdiņš | 19           | 17           |        |
| 3              | Nicolai / Lupo         | 21             | 21             |                |  |    |                        |                     |             |             |             |  |  |              |                     |              |              |              |  |              | 7                | Herrera / Gavira    | 21           | 21           |        |
| 31             | Şekerci / Giginoğlu    | 15             | 8              |                |  |    | 3                      | Nicolai / Lupo      | 21          | 21          |             |  |  |              |                     |              |              |              |  |              |                  |                     |              |              |        |
| 2              | Brouwer / Meeuwsen     | 31             | 21             | 11             |  | 6  | Erdmann / Matysik      | 17                  | 14          |             |             |  |  |              |                     |              |              |              |  |              |                  |                     |              |              |        |
| 6              | Erdmann / Matysik      | 33             | 17             | 15             |  |    |                        |                     |             |             |             |  |  | 3            | Nicolai / Lupo      | 23           | 21           | 13           |  |              |                  |                     |              |              |        |
| 7              | Herrera / Gavira       | 25             | 21             |                |  |    |                        |                     |             |             |             |  |  | 7            | Herrera / Gavira    | 25           | 19           | 15           |  |              |                  |                     |              |              |        |
| 32             | Kunert / Petutschnig   | 23             | 16             |                |  |    | 7                      | Herrera / Gavira    | 21          | 21          |             |  |  |              |                     |              |              |              |  | Troostfinale | Troostfinale     | Troostfinale        | Troostfinale | Troostfinale |        |
| 26             | Marco / García         | 14             | 18             |                |  | 18 | Flüggen / Walkenhorst  | 11                  | 15          |             |             |  |  |              |                     |              |              |              |  | 5            | Fijałek / Prudel | 22                  | 21           |              |        |
| 18             | Flüggen / Walkenhorst  | 21             | 21             | 13             |  |    |                        |                     |             |             |             |  |  |              |                     |              |              |              |  |              | 3                | Nicolai / Lupo      | 20           | 16           |        |